# Christiane Singer

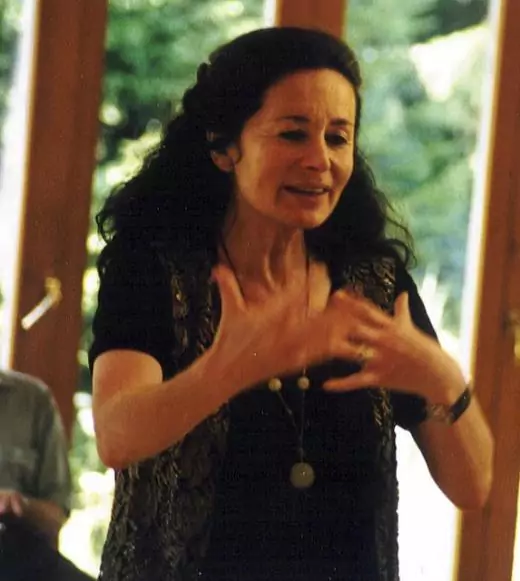
Christiane Singer, 2004

Christiane Singer (verheiratet Christiane Thurn-Valsassina; * 23. März 1943 in Marseille; † 4. April 2007 in Wien) war eine französische Schriftstellerin.

## Leben
Singer war die jüngere Tochter österreichisch-ungarischer, jüdisch-christlicher Eltern. Von 1961 bis 1968 studierte sie französische Literaturwissenschaft in Aix-en-Provence. Anschließend arbeitete sie bis 1970 als Lektorin in Basel. Von 1969 bis 1974 war sie als Gastdozentin an der Universität in Fribourg tätig. Ende der 1970er Jahre gründete sie zusammen mit dem Münchner Verleger Herbert Röttgen den Dianus-Trikont-Verlag. Von 1990 bis 1998 war Singer Generalsekretärin des österreichischen PEN-Clubs.
Sie war eine gelernte Therapeutin in Initiatischer Leibtherapie nach Karlfried Graf Dürckheim, dessen Adeptin sie lange Jahre war, und sie gab kostenlose Therapiestunden „für alle, die kommen mögen“.
Singer heiratete 1967 den Architekten Giorgio/Georg Thurn-Valsassina, den sie in der Schweiz kennengelernt hatte, und zog zu ihm auf dessen Familiensitz Burg Rastenberg (auch: Schloss Rastenberg genannt) im Waldviertel. Gemeinsam bauten sie auf einer radiästhetisch ausgependelten Lichtung auf dem Burggelände das Seminarhaus Die Lichtung. Aus der Ehe der beiden gingen zwei Söhne, Dorian und Raphael, hervor.
Am 4. April 2007 erlag Christiane Thurn-Valsassina in Wien einem Krebsleiden.

## Veröffentlichungen (Auswahl)
- La mort viennoise; 1975, auf Deutsch Der Tod zu Wien. List, 1996
- La guerre des filles; 1981
- Les âges de la vie; 1983
- Histoire d´âme; 1988
- Une passion; 1992
- Zeiten des Lebens. Von der Lust sich zu wandeln. Eugen Diederichs, 2002
- Alles ist Leben. Letzte Fragmente einer langen Reise. Bertelsmann, 2008, ISBN 3-570-01014-7
- Wo läufst du hin? Der Himmel ist in dir.  Edition Avicenna, 2017

## Auszeichnungen
- 1979: Prix des Libraires (Preis des französischen Buchhandels für La mort viennoise)
- 1988: Prix Albert Camus (französischer Literaturpreis für Histoire d´âme)
- 1993: Prix des écrivains croyants
- Nominierung für den Prix Goncourt[1] (französischer Literaturpreis)